# جرترود راند
جرترود راند (بالإنجليزية: Gertrude Rand)‏ هي عالمة نفس أمريكية، ولدت في 29 أكتوبر 1886 في بروكلين في الولايات المتحدة، وتوفيت في 30 يونيو 1970 في ستوني بروك ، نيويورك في الولايات المتحدة.